# Miloš Václav Kratochvíl
Miloš Václav Kratochvíl (* 6. Januar 1904 in Wien; † 9. Juli 1988 in Prag) war tschechischer Schriftsteller, Drehbuchautor und Dramaturg.

## Leben
Nach seinem Abitur auf dem Gymnasium in Prag studierte der Sohn eines Wiener Archivars Geschichte an der Prager Universität. 1929 nahm er die Stelle eines Archivars im Prager Stadtarchiv auf. Gegen Ende des Zweiten Weltkrieges wechselte er zum Nationalfilm und arbeitete nach dem Kriegsende im Informationsministerium. 1947 widmete er sich der Dramaturgie und 1950 ernannte man ihm zum Professor an der Filmfakultät AMU. Seit 1960 schrieb er nur noch.

## Werke
Er veröffentlichte Artikel in den einschlägigen Zeitschriften Lumír, Národní osvobození, Volná myšlenka, Pestrý týden, Kulturní politika, Za vlast, Československý voják, Kino, Film a doba, Literární noviny, Květen, Domov und anderen.
Seine Erzählungen, Dramen, Novellen und Geschichten beschäftigen sich fast durchgehend mit der tschechischen Geschichte. Oft ist es die Zeit der Hussiten, die Zeit nach der Schlacht am Weißen Berg und nach 1848.
Seine Drehbücher, ebenfalls mit historischen Hintergrund, wie Revolutionsjahr 1848, Jan Hus, Jan Žižka oder Gegen alle verfilmte Otakar Vávra. František Daniel brachte seine Lustspiele Wohin der Teufel nicht kann und Sie fiel vom Mond auf das Zelluloid.
Für die Jugend verfasste er Hörspiele und historische Schriften.